# Bruno Loerzer
Bruno Loerzer (ur. 22 stycznia 1891 w Berlinie, zm. 23 sierpnia 1960 w Hamburgu) – niemiecki pilot, jeden z czołowych niemieckich asów myśliwskich okresu I wojny światowej. Odniósł 44 zwycięstwa powietrzne.

## Życiorys
Urodził się w 1891 roku w Berlinie. W 1914 roku wstąpił do sił powietrznych, gdzie odbył kurs pilotażu. Do połowy 1915 roku latał na samolotach obserwacyjnych wraz z Hermannem Göringiem m.in. w AFA 203. Pod koniec 1915 roku został przeniesiony do lotnictwa myśliwskiego, gdzie do końca 1916 roku służył w dwóch eskadrach Jagdstaffeln, zanim nie dołączył do eskadry myśliwskiej Jagdstaffel 26 w styczniu 1917 roku. W lutym 1917 roku odniósł pierwsze dwa zwycięstwa nad samolotami francuskimi. Do końca października liczba jego zwycięstw wzrosła do 20. W lutym 1918 roku został odznaczony Pour le Mérite.
W tym samym miesiącu (lutym 1918) objął dowództwo nad nowo powstałym dywizjonem Jagdgeschwader 3. Wkrótce potem objął funkcję dowódcy Jagdstaffel 26 oraz trzech innych szwadronów myśliwskich udowadniając zdolności dowódcze. Latem 1918 roku, Bruno otrzymał wyposażony w nowy silnik BMW samolot Fokker D.VII zadając znaczące straty lotnictwu alianckiemu podczas niemieckiej, letniej ofensywy. Swoje ostatnie 10 zwycięstw Loerzer odniósł we wrześniu 1918 roku, z bilansem 44 zestrzelonych maszyn wroga. Tuż przed swoim ostatnim zwycięstwem został awansowany do stopnia kapitana (niem. Hauptmann).
Po wojnie w latach 1918–1920 Loerzer walczył w siłach jednego z freikorpsów, które toczyły wtedy walki z oddziałami i zwolennikami niemieckich komunistów. W latach 30. XX wieku był zarządcą licznych aeroklubów. Po sformowaniu Luftwaffe wstąpił w struktury sił myśliwskich.
Dzięki długoletniej znajomości z Hermannem Göringiem, w 1939 roku otrzymał awans na stopień generała porucznika. W czasie II wojny światowej służył jako dowódca sztabowy, a pod koniec działań wojennych został mianowany na stanowisko Generalobersta.

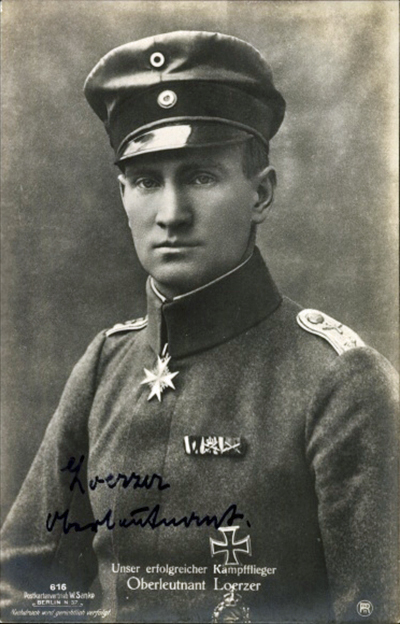
Bruno Loerzer w 1918 roku

Bruno Loerzer zmarł w 1960 roku w wieku 69 lat.

## Odznaczenia
- Pour le Mérite – 12 lutego 1918
- Krzyż Rycerski Krzyża Żelaznego – 29 maja 1940
- Królewski Order Rodu Hohenzollernów
- Krzyż Żelazny (1914) I Klasy z okuciem ponownego nadania 1939
- Krzyż Żelazny (1914) II Klasy z okuciem ponownego nadania 1939
- Medal za zajęcie Sudetów z okuciem Zamku Praskiego
- Krzyż Rycerski Orderu Zasługi Wojskowej Karola Fryderyka (Badenia)
- Krzyż Rycerski II Klasy Orderu Lwa Zeryngeńskiego (Badenia)